# Yan Fu
嚴復 Yan Fu e Ya Fu (8 de janeiro de 1854 - 27 de outubro de 1921) foi um escritor chinês do período moderno. Traduziu obras ocidentais que exerceu grande influência sobre a ocidentalização da China, incluindo obras sobre economia, direito e sociologia.

## Biografia
Durante seus primeiros anos, esteve imerso na cultura tradicional. Ele conheceu a ciência ocidental aos 14 anos, na seção de língua inglesa da Escola do Estaleiro de Fuzhou, onde estudou aritmética, geometria, álgebra, geometria analítica, trigonometria, física, mecânica, química, geologia, astronomia e navegação.
Após se formar com altas honras em 1871, Yan Fu passou os cinco anos seguintes no mar. Ele serviu primeiro a bordo do navio de treinamento Jianwei (建威) e mais tarde no cruzador de batalha Yangwu (揚武). Em 1877-79, ele estudou no Royal Naval College, Greenwich, Inglaterra. Ele foi um dos primeiros estudantes chineses a estudar no exterior. Durante seus anos lá, ele conheceu o primeiro embaixador da China, Guo Songtao, e apesar da diferença de idade e status, desenvolveu uma forte amizade. Benjamin Schwartz menciona em sua biografia que "eles frequentemente passavam dias e noites inteiros discutindo diferenças e semelhanças no pensamento e nas instituições políticas chinesas e ocidentais". Seus interesses incluíam o governo britânico, jurisprudência, economia e sociologia.
Retornou à China em 1879, mas isso não lhe trouxe o sucesso imediato que esperava. Embora não tenha conseguido passar no Exame de Serviço Civil Imperial, conseguiu obter uma posição de professor na Academia do Arsenal de Fuzhou e, em seguida, na Escola de Oficiais Navais de Beiyang (北洋水師學堂) em Tianjin. Durante esse tempo, Yan Fu sucumbiu ao vício em ópio que havia surgido na China. Ele também serviu como editor do jornal Guowen Bao.
A humilhante derrota da China para o Japão em 1895 o levou a defender uma reforma social e política liberal. Ele o fez porque detectou nas instituições liberais uma maneira de fortalecer o Estado. Sua compreensão do darwinismo o convenceu de que a mudança deve vir por meio de uma mudança gradual no pensamento da elite chinesa, não da revolução. Suas traduções de Adam Smith, Thomas Henry Huxley, Montesquieu, Herbert Spencer e outros tiveram grande influência sobre os intelectuais e reformadores chineses. Ele escreveu muitos comentários sobre esses autores e suas obras em sua tradução. Tentou demonstrar que o segredo da riqueza e do poder ocidentais não residia nos avanços tecnológicos ocidentais, como a fabricação de armas, mas nas ideias e instituições por trás dessas técnicas.

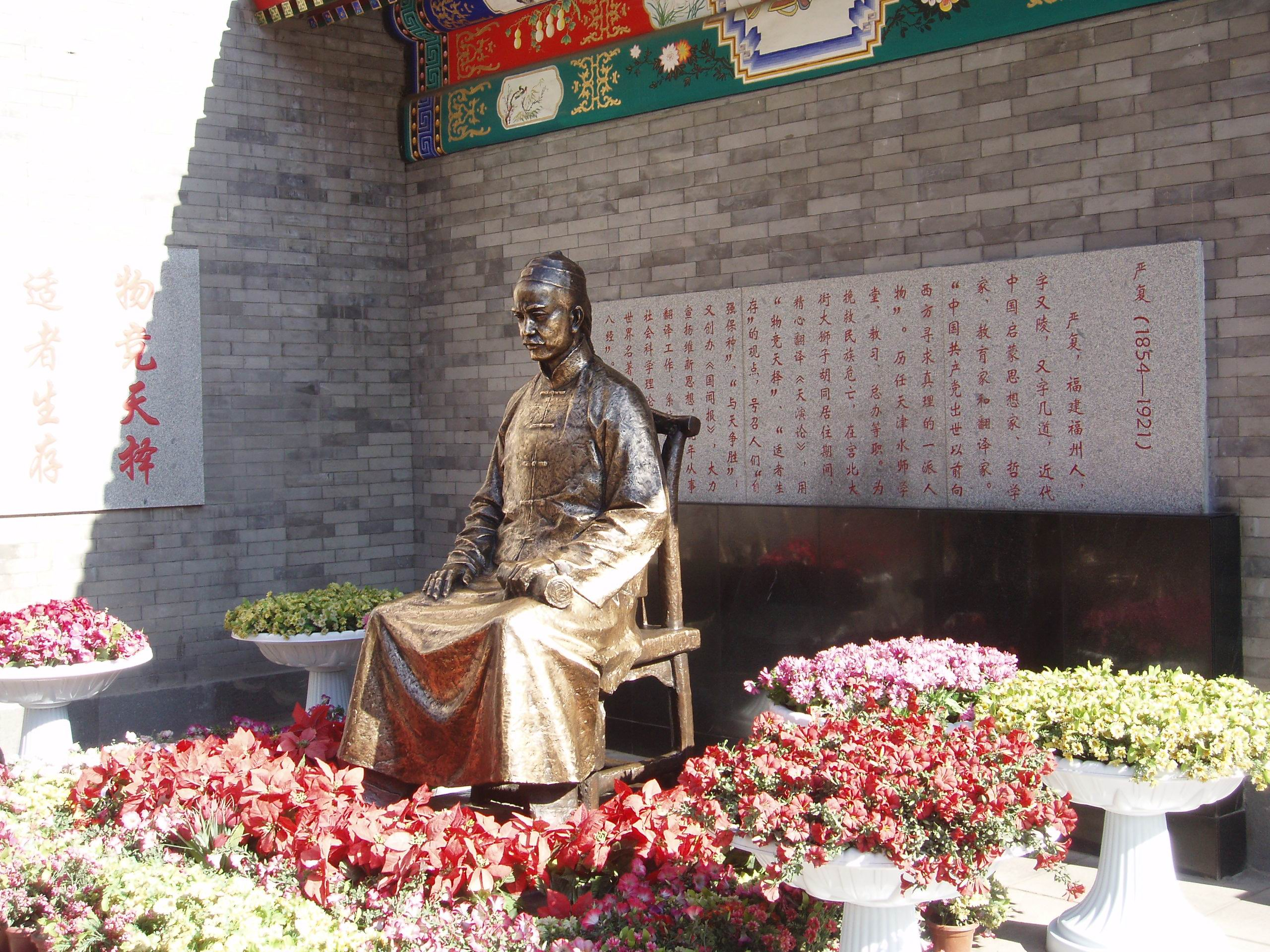
Estátua de Yan Fu em Tianjin

Em 1902, Yan Fu tornou-se Diretor do Departamento de Compilação e Tradução de Livros. Em 1909, ele recebeu um título honorário de Jinshi, o grau mais alto no sistema de exames imperial. Foi nomeado reitor da Universidade de Fudan em 1906. Em 1912, ele se tornou o primeiro diretor da Universidade Nacional de Pequim (hoje Universidade de Pequim). Hoje, a universidade realiza uma conferência acadêmica anual em sua homenagem.
Nos anos caóticos após a Revolução Chinesa de 1911, ele se opôs ao republicanismo na China e apoiou Yuan Shikai em sua tentativa de restaurar a monarquia. Em seus últimos anos, Yan Fu rejeitou sua posição anterior em relação ao pensamento ocidental e se voltou cada vez mais para o confucionismo e a cultura chinesa antiga, principalmente porque a Primeira Guerra Mundial o mergulhou em uma profunda dúvida sobre a civilização ocidental. A partir de 1913, Yan Fu publicou alguns ensaios nos quais promovia a leitura de Clássicos Chineses, sobre piedade filial e lealdade.
Yan Fu também escreveu poesia; duas coletâneas de sua poesia foram publicadas postumamente.
Fu morreu em 1921 de uma crise de asma.

## Teoria da tradução
Yan afirmou no prefácio de sua tradução de Evolução e Ética (天演論) que "há três dificuldades na tradução: fidelidade, expressividade e elegância" (譯事三難：信達雅). Ele não os definiu como padrões gerais para tradução e não disse que eram independentes um do outro. No entanto, desde a publicação dessa obra, a frase "fidelidade, expressividade e elegância" ("Xin Da Ya") foi atribuída a Yan Fu como um padrão para qualquer boa tradução e se tornou um clichê nos círculos acadêmicos chineses, dando origem a numerosos debates e teses.

Embora a prosa clássica de Yan Fu fizesse o possível para atender aos padrões de "fidelidade, expressividade e elegância", houve quem criticasse suas obras por não serem acessíveis às gerações mais jovens. Em particular, um famoso liberal do Movimento Quatro de Maio, Cai Yuanpei, declarou em um artigo escrito em 1924: "... [as traduções de Yan Fu]... parecem antiquadas e seu estilo literário é difícil de compreender, mas o padrão com o qual ele selecionou os livros e a maneira como os traduziu são muito admiráveis até hoje".